# Joachim Friedrich Karl Brandenburg
Joachim Friedrich Karl Brandenburg (* 21. Oktober 1774 in Rostock; † 19. Juli 1844 ebenda) war ein deutscher Jurist. Von 1830 bis 1844 war er ein Bürgermeister von Rostock.

## Leben
Joachim Friedrich Karl Brandenburg war der Sohn des Juristen Johann Christian Brandenburg. Er studierte Jura an der Georg-August-Universität Göttingen und an der Universität Rostock und arbeitete ab 1799 als Advokat in der Justizkanzlei und am Obergericht Rostock. 1804 wurde er zum Senator gewählt und betreute das Archiv des Magistratskollegiums. 1805 promovierte er in Rostock. Ab 1809 war er Provisor des Klarissenklosters Ribnitz. Von 1824 bis zu seinem Tod 1844 war Brandenburg Vierter Bürgermeister in Rostock. Weitere Ämter waren ab 1828 seine Mitgliedschaft des Patronats der Großen Stadtschule und das des Direktors der Rostocker Brand-Assekuration.